# Liste der Monuments historiques in Veckring
Die Liste der Monuments historiques in Veckring führt die Monuments historiques in der französischen Gemeinde Veckring auf.

## Liste der Bauwerke
| Bezeichnung        | Beschreibung                                                                   | Standort                  | Kennzeichnung | Schutzstatus | Datum | Bild           |
| ------------------ | ------------------------------------------------------------------------------ | ------------------------- | ------------- | ------------ | ----- | -------------- |
| Hackenberg-Kapelle | Grabstein der Familie von Lœwenstein, zwischen 1535 und 1550; Kapelle von 1961 | nördlich des Ortes (Lage) | PA00107023    | Classé       | 1922  | weitere Bilder |